# نمک‌چال
نمک چال، روستایی است در نزدیکی زاغمرز و بندر امیرآباد و شبه جزیره میانکاله و از توابع بخش مرکزی شهرستان بهشهر در استان مازندران ایران. 

## جمعیت
این روستا در دهستان میان کاله قرار دارد و براساس سرشماری مرکز آمار ایران در سال ۱۳۹۵، جمعیت آن ۷۰۳ نفر بوده‌است. مردم بومی نمک چال از قومیت طبری هستند. مردم بومی نمک چال به زبان طبری (مازندرانی) سخن می‌گویند. همچنین مهاجرانی از استان سیستان و بلوچستان در این روستا سکونت دارند.